# Список дворянских родов Могилёвской губернии

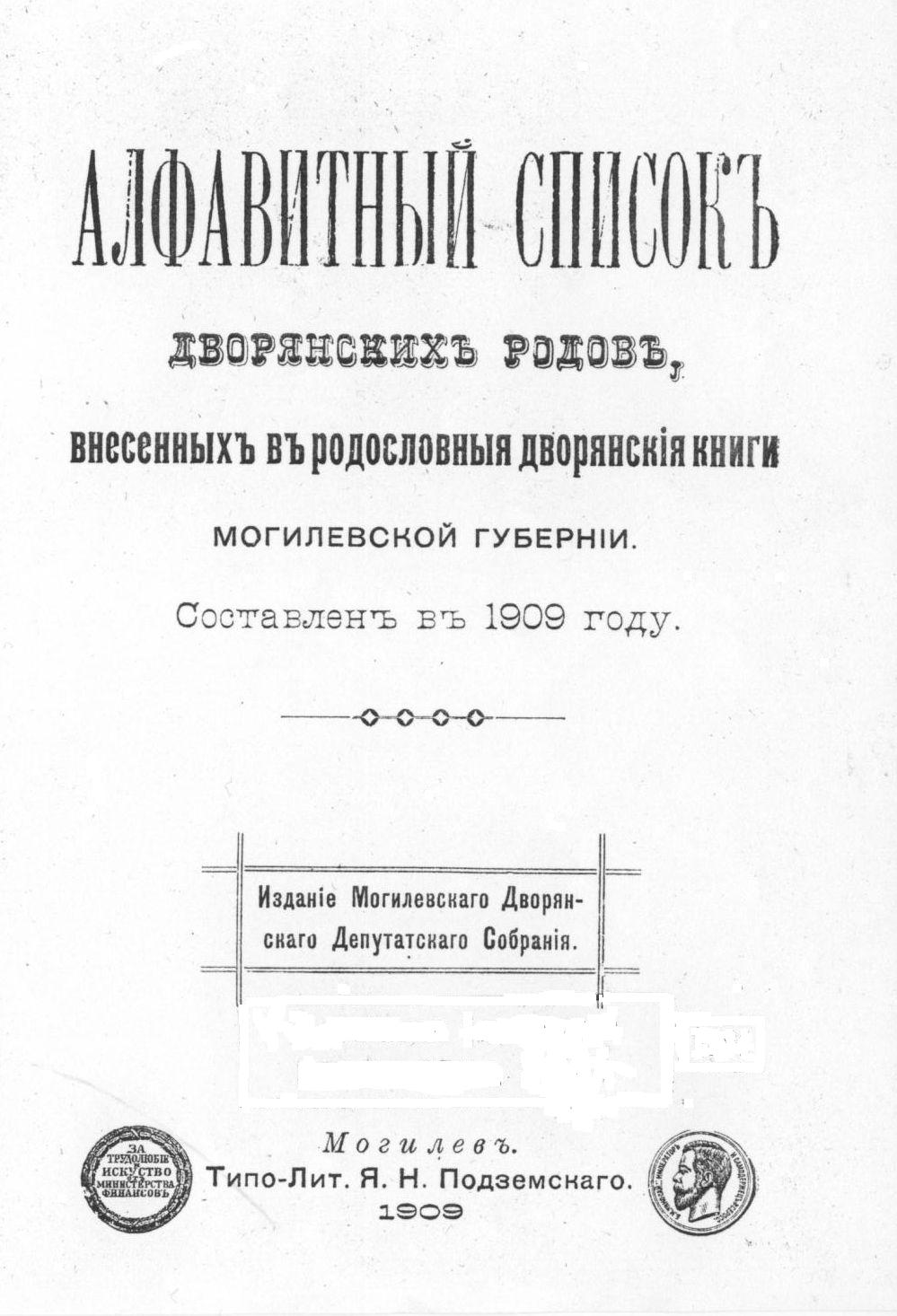
Титульная страница Алфавитного списка дворянских родов Могилёвской губернии за 1909 г.

Список дворян Могилёвской губернии (полное название — «Алфавитный список дворянских родов, внесённых в родословные дворянские книги Могилёвской губернии») — официальное печатное издание Могилёвского дворянского депутатского собрания, которое приводит список дворянских фамилий и лиц с указанием их титулов, только номер архивного дела из дворянского фонда и номер по порядку каждой фамилии, и части РДК, в которую они внесены.
Данные этого списка публиковались на основании Родословной книги дворян, которая велась губернскими предводителями дворянства по годам и алфавиту. После 1772—1782 годов. и до 1917—1918 годов это была единственная официальная публикация в своём роде по Могилёвской губернии. После 1917—1918 годах не было репринтного воспроизведения этого списка. Список присутствует по одному экземпляру оригинала этой публикации согласно каталогам в исторических научных библиотеках Украины, России и Белоруссии. Архивные рукописные источники по Могилёвской губернии, послужившие источником данного списка, не сохранились.

## Описание издания
Этот список издан Могилёвским Дворянским депутатским собранием в Могилёве в типографии литературы Я. Н. Подземского в 1909 году с разрешения Могилёвского губернатора. Оглавление списка начинается со ссылки на Свод законов Российской империи статью № 968 том IX издания 1899 года, с пояснением раздела списка на шесть частей. Текст списка напечатан старорусским языком, заметно старание авторов передать в русском языке звучание польских фамилий с польского языка. Некоторые польские фамилии носили этнические белорусы из-за ополячивания Белоруссии. Авторы списка указали варианты чтения (ещё в скобках). Печатный текст списка не имеет русской буквы «ё». Встречаются немецкие фамилии с характерной приставкой «фон», итало-французские — с приставкой «де». В списке по алфавиту, когда встречаются двойные (или тройные фамилии) с разными заглавными буквами напечатанные через тире, при определении, куда вносить по порядку такую фамилию, авторы списка делали выбор по распространённому правилу — какой фамилии отдавал предпочтение носитель этой фамилии (его основная). Их общее число по порядку — 1355 (встречаются однофамильцы записанные авторами рядом с отдельными номерами по порядку с указанием разных номеров архивного дела, внутри каждой части из шести имеющихся). Список размещён на 23 печатных страницах.

## Исторические условия создания Списка дворян Могилёвской губернии

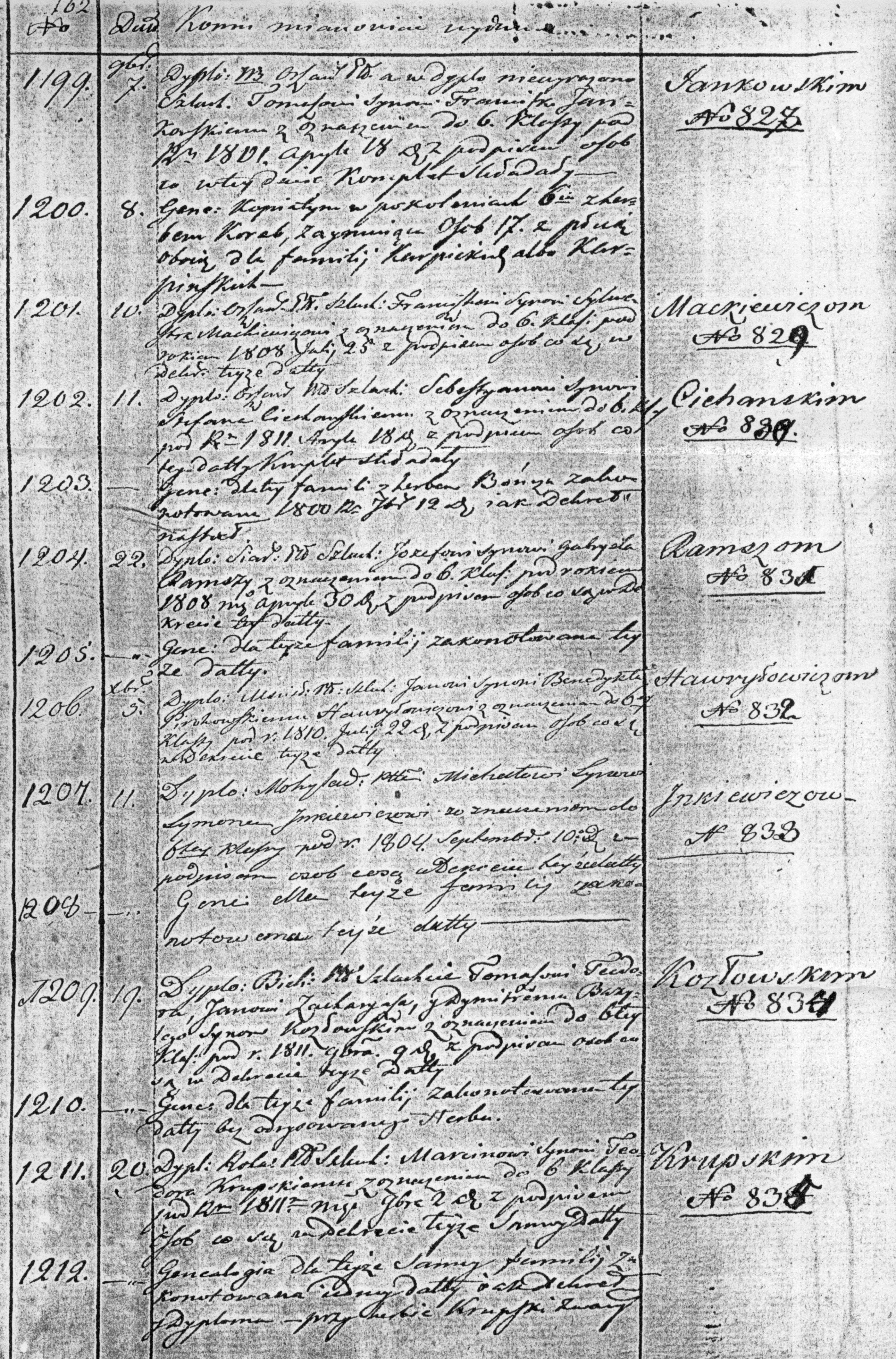
Из «Реестра входящих бумаг за 1792—1836 годы о выдаче грамот и родословных» фонда «Могилёвское губернское дворянское собрание» (1800—1811 гг.) о внесении в 6-ю часть РДК российских дворян, которые в 1909 г. в списке: Крупские — нет, Козловский — есть, Инкевич — нет, Гаврилович — есть, Рамоз — нет, Циханский — нет, Мацкевич — есть, Янковский — есть.

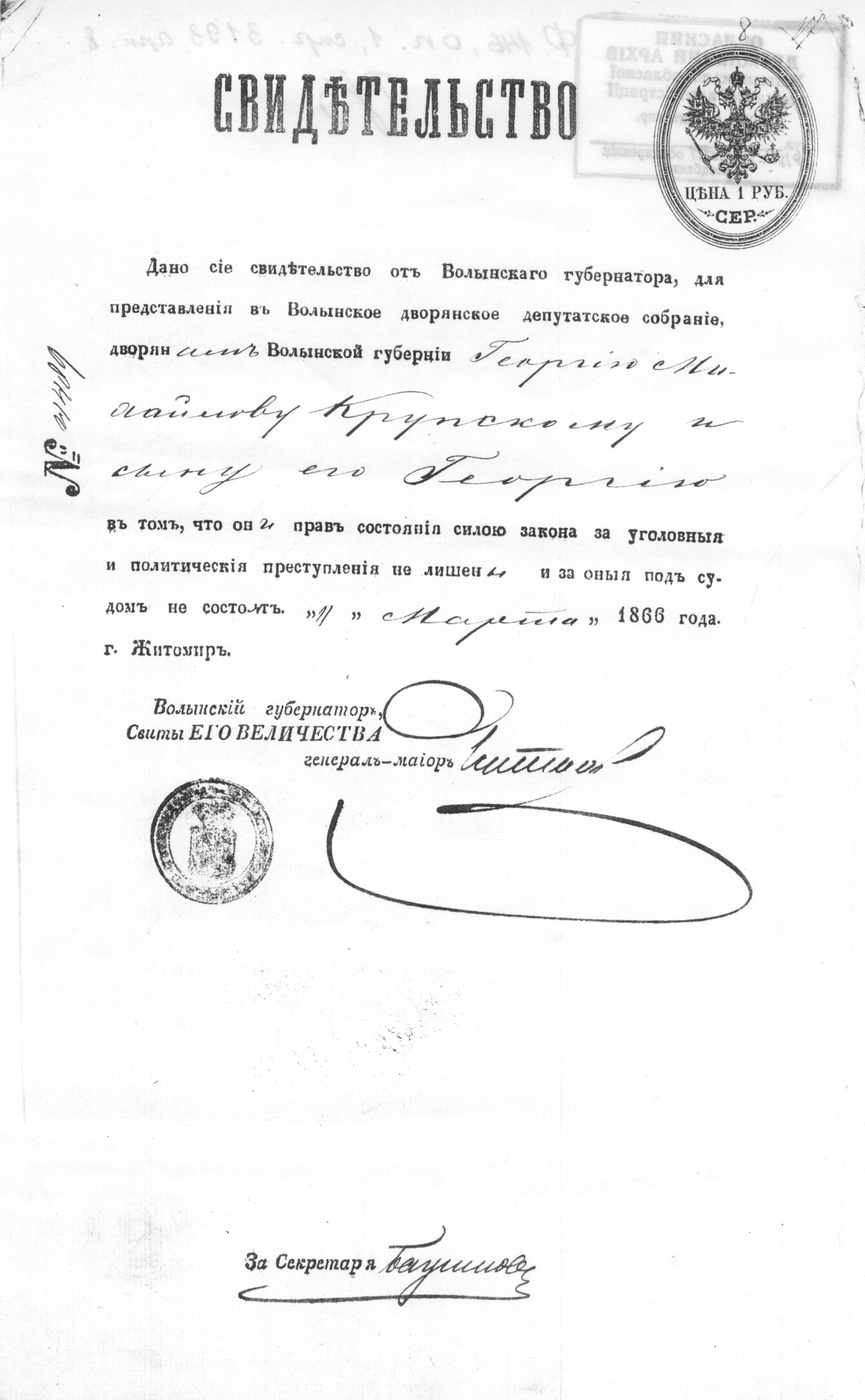
Пример Свидетельства генерал-губернатора в Дворянское Депутатское Собрание о российских дворянах Крупских за 1866 г..

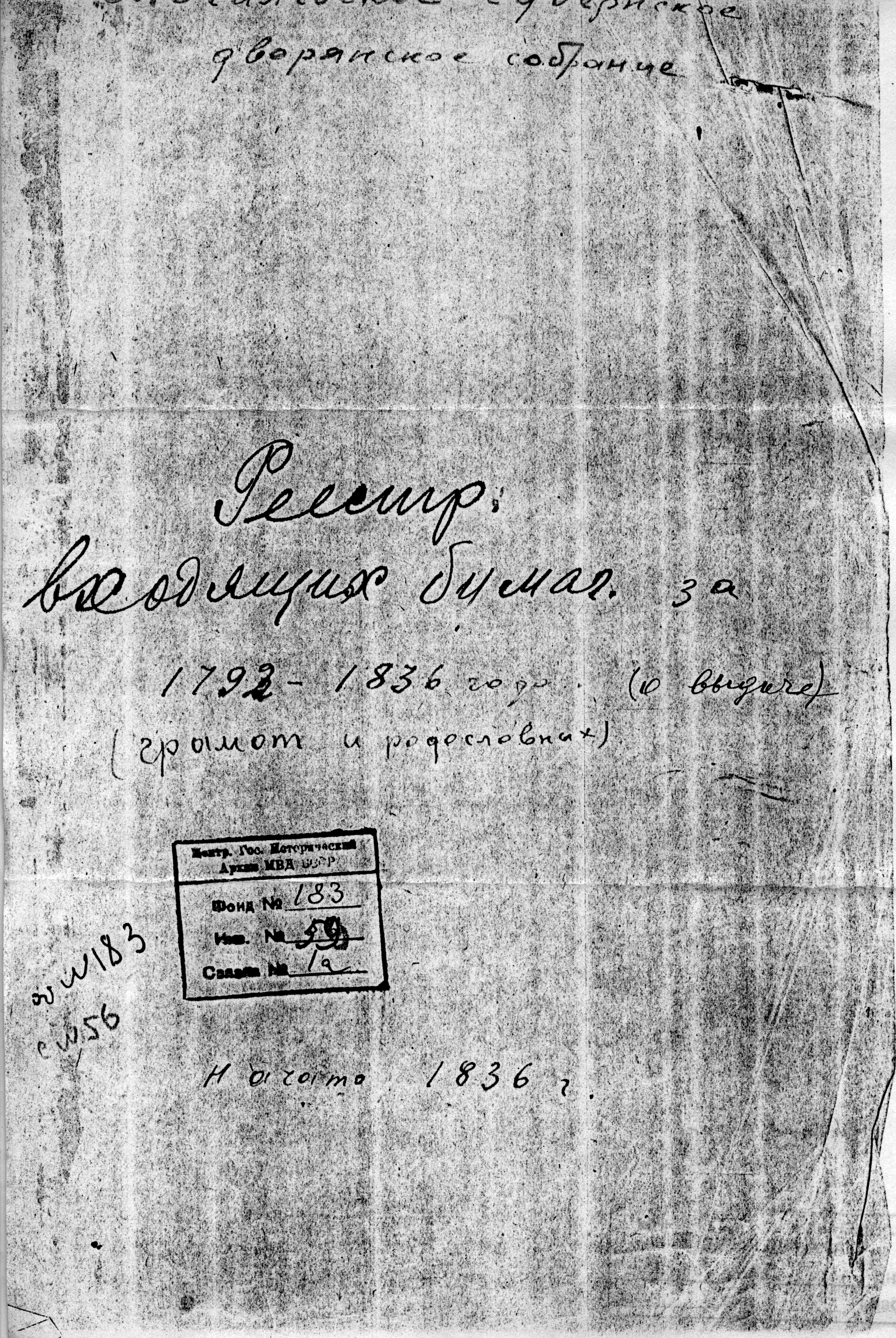
Титульный лист «Реестра входящих бумаг за 1792—1836 годы о выдаче грамот и родословных» фонда «Могилёвское губернское дворянское собрание».

- В это издание вошла только часть древнейшей сожской и друцкой шляхты[2] (старинной белорусской шляхты в генеалогии которых встречался исторический период племени радимичей). К сожалению, никогда не существовало полного списка дворян Российской империи. Даже много признанных шляхтичей в российском дворянстве по отдельным губерниям этнической Белоруссии, уже присутствующих в губернских официальных изданиях не публиковались во всероссийских[3]. Так в Памятных книжках Могилёвской губернии публиковался в 1870—1871 гг. (в оглавлении) Императорский Указ со списком белорусских фамилий шляхты Великого Княжества Литовского провинции Речи Посполитой, где упоминалось о разборе шляхты и отказе признать в российском дворянстве, о переводе в податное сословие мещан и крестьян старой белорусской шляхты, упразднении ВКЛ и ликвидации его юридического поля (правового поля), образовании Царства Польского без его былого влияния на этнические территории Белоруссии, формировании нового административного устройства и т. п. причин. Хотя был раздел Польши (после 1772 г.), но делопроизводство велось на польском языке (за 1836 г. в «Реестре входящих бумаг за 1792—1836 годы о выдаче грамот и родословных» фонда «Могилёвского губернского дворянского собрания» присутствует запись делопроизводства ещё на польском языке для выдачи российского дворянского диплома и копии родословных признанных в российском дворянстве по Могилёвской губернии шляхтичей). Этим, как и другими списками иных губерний после 1917 г. активно пользовались в репрессиях — на титульном листе этого фонда осталась печать МВД СССР (ф. 183 инв. 159 с. 1а).
- Среди причин отказа признания в российском дворянстве старой белорусской шляхты в новой политической ситуации было участие в национальных восстаниях из-за нелояльности к новому политическому режиму (Восстание Костюшко 1794 г., участие в войне 1812 г. против России[4], Польское восстание (1830), Польское восстание (1863) и т. п.); отсутствие обязательной выслуги на государственной (военной) российской службе и т. п. причин. Этим объясняется существовавший временной перерыв в датах официальных признаний и утверждений в российском дворянстве шляхтичей российским Государь Императором[5]. Хотя представления документов официально в Санкт-Петербург по закону должны были подавать ежегодно из каждой белорусской губернии, но в современных архивах РГИА и РГАДА нет чётко ежегодного архива об этом за период 1785—1917 гг..
- Тем более, что стратификация (условия формирования) элиты белорусской нации в ВКЛ отличалось от российских реалий — формирование российской элиты зацикливалось на материальную зажиточность, тенденциозно подчёркивая социальный статус, что якобы отличительная особенность благородства для признания в дворянстве это материальный достаток. В связи с чем интересна история создания категории «дворян-однодворцев», ведение отдельно «ревизских сказок» по этой категории[6]. Особое внимание привлекает административная нестабильность и нарочитая путаница, усложнявшая поиски документального доказательства шляхетского происхождения для признания в дворянстве, так как архивы формировались именно по административному названию, но аналитической работы не проводилось (куда могли попасть документы), письменно не фиксировалась эта особенность, справочного аппарата и информационных технологий (подобных современным) не было. К примеру, основанная Могилёвская губерния (1772), переименована в Белорусскую губернию (1796—1801), потом вновь названа «Могилёвская губерния» в 1802 г., а перед тем она носила название «Могилёвское наместничество» (1778—1796), и как ни странно с центром в г. Витебск (не в г. Могилёв). Та же ситуация по уездам, к примеру по юрисдикции некоторых населённых пунктов: Рогачёвская провинция, потом — Рогачёвский уезд (с 1900 г. — Гомельский уезд), а дела Рогачёвского уезда велись до 1850-х гг. и вовсе в Белицком уезде (переименованный в 1852 г. в Гомельский уезд). Новый режим не только изобретал усложнения процедуры признания белорусской шляхты, но и методы ликвидации былого административного деления. К примеру, в Могилёвской губернии Рогачёвский уезд с центром в г. Рогачёве до 1772 г. был Рогачёвским староством с центром в г. Рогачёве в Речицком повете Великого княжества Литовского, а в Российской империи центр Речицкого повета перенесли из Речицы в Бобруйск (1772—1793 гг.) с названием «Речицкий повет» (с последующим формированием уезда Речицкого в 1793 г.) и т. п..
- Интересно, что кроме документов и родословной шляхтич обязан был давать ещё Свидетельство от генерал-губернатора об отсутствии политических и уголовных преступлений[7]. Многие архивы горели в пожарах и войнах, бумага не выдерживала условий хранения в архивах и т. п., что усложняло признание. Из-за Бюрократии при признании были случаи подачи документов и генеалогии шляхтичами в другие губернии, где они получали признание без проволочек.
- Бывали случаи, когда представителей древней шляхты не признавали в дворянстве и не вносили их в 6-ю часть списка РДК, из-за чего те вынуждены были в новой политической ситуации через государственную службу (через российские награды) получать утверждение в российском дворянстве. Этим объясняется, почему разные ветки одного рода (одной фамилии) встречаются в разных частях списка РДК, хотя это, как правило, представители одного рода. Немаловажно учесть в истории признания в российском дворянстве шляхты данной губернии Белоруссии факт конфликта менталитетов и мировоззрений на социальное устройство общества, так как белорусская шляхта имела менталитет с традициями Вече Руси (избрание князей княжить), находилась в Великом княжестве Литовском и под влиянием Речи Посполитой. Где Статут Литовский был образцом для европейских стран, а Польша была колыбелью современной европейской демократии — короля избирала шляхта (к примеру, электоры Крупские в числе прочих были избирателями королей в 1595—1648 гг. и в 1669—1673 гг.[8], 1697 г.[9]).
- К тому же большое число белорусской шляхты было конкурентом для российских чиновников в установлении нового режима в обществе, что немаловажно было в вопросе количества признаваемой шляхты в российском дворянстве, и признания прав белорусской шляхты, равноценных российскому дворянству. В документах ВКЛ можно встретить то, что всё что за г. Смоленском на восток от ВКЛ это не Русь, а Окраина Русская[10][11][12]. Немаловажную роль имели репрессии и дискриминации новой политики в упразднении Греко-Католической Церкви, контроля Римско-Католической Церкви, что заметно при составлении родословного древа, когда необходимо извлекать документы из католических метрик до 1830-х гг. и после из православных по одной и той же церкви данной губернии в Белоруссии[13]. Свобода шляхетская в данной губернии уже имела традиции, тогда как в России дворянство её получило только в 1785 г. — Грамота на права, вольности и преимущества благородного российского дворянства. Шляхта данной губернии оказалась в ситуации, когда без её участия и учёта её мнения её судьбу решали в 1772 г. Российская империя, Прусское королевство и Австрийская империя при Первом разделе Речи Посполитой. И историческая память белорусской шляхты хранила формы геноцида российских войск в Белоруссии (этнической чистки), украинских казаков под руководством московского царя (гибели половины белорусского народа)[14][15][16][17]. К примеру, в г. Мстиславле в 1654 г. от рук российских войск 15 000 человек погибло, а в живых осталось около 700 жителей. Упомянутое имеет принципиальное значение для понимания исторических условий создания данного списка.
- Незадолго до Октябрьского переворота 1917 г. и была учреждена Департаментом Герольдии Правительствующего сената так называемая Всероссийская дворянская родословная книга — для лиц, выслуживших дворянство, но по каким-либо причинам не причисленным к дворянству определенной губернии. Дело в том, что в начале XX в. дворянские собрания получили право отказывать в причислении к местному дворянству. Иногда при этом они руководствовались вероисповеданием данных лиц: без энтузиазма рассматривались, к примеру, подобные ходатайства лиц иудейского вероисповедания. Впрочем, и христианину могло быть отказано в причислении к дворянству данной губернии. Так, например, Московское дворянское депутатское собрание отказало во внесении в местную родословную книгу князьям Гантимуровым, утвержденным Сенатом в достоинстве князей тунгусских, поскольку семья не имела в губернии недвижимой собственности.
- Принадлежность к дворянству доказывалась в губернском дворянском собрании; с 1785 г., то есть со времени издания Императрицей Екатериной II «Жалованной грамоты дворянству», лица, признанные в дворянском достоинстве по происхождению или по личным заслугам, вносились в губернскую родословную книгу; из губернии дела о дворянстве поступали на утверждение в Герольдию Сената; туда же из губернских собраний ежегодно высылались списки лиц, причисленных к уже утвержденным в дворянстве родам. Происхождение из дворян определенной губернии фиксировалось и в послужных списках чиновников и военных, хотя часто указывалась не губерния, по которой числился их род, а губерния, в которой родились они сами[18].

## Содержание Списка дворян Могилёвской губернии

### Родословная книга разделяется на шесть частей.
- В 1-ю часть вносились «роды дворянства жалованного или действительного»;
- во 2-ю часть — роды дворянства военного;
- в 3-ю — роды дворянства, приобретенного на службе гражданской или получившие право потомственного дворянства за орден присваивающий это достоинство;
- в 4-ю — все иностранные роды;
- в 5-ю — отличающиеся титулами роды;
- в 6-ю часть — «древние благородные дворянские роды».

Алфавитный список дворян, внесённых в родословную книгу Могилёвской губернии : 

### стр. 1
Александрович, Бронющец-Арасимович, Арцишевский, Баньковский, Башилов, Блажевич, Бобрович, Герман-Болондзь, Гарбуз-Бордзиловский, Борисович, Хрулинский-Бурбо, Буткевич, Быковский, Белявский, Бялобржеский, Бялозор, Скарбек-Важинский, Косцюшко-Валюжинич, Василевский, Вацуро, Величкевич, Веракса, Войнилович, Ясенецкий-Войно (Войно-Ясенецкий), Войцеховский, Карачевский-Волк Волчкевич, Вонсевич, Воранкович (Воронкович), Гаврилович, Галковский, Адоневич-Львович-Галковский, Колюмно-Гаттовский, Гердзей, Гердзиевский, Гзовский, Гинейко, Дзевялтовский-Гинтовт, Сыринский-Гиро, Глинко, Говарковский, Гоздзицкий, Гонипровский, Гонсеровский, Ипатович-Горанский, Горбатовский, Гриоркевич, Гриневич, Гродзский (Гродский), Грудзинский, Грушецкий, Гурский,

### стр. 2
Далецкий, Данилович, Дебой, Дещинский, Дзевонский, Дзержинский, Добржинецкий, Добровольский, Добросельский, Довнарович, Доморацкий (Домарацкий), Пузынко-Дробышевский, Репойто-Дубяго, Духовецкий, Левальт-Езерский (Езерский), Есьман, Жарин, Фурс-Жиркевич, Жуковский, Завитневич, Загурский, Закалинский, Заленский, Залеский, Зарембо, Заржецкий, Зеленевский, Радус-Зенькович, Ипатевич, Свенчиц-Карчевский, Катерло, Згерский-Кашо, Квецинский, Кенстович, Кирияцкий, Загоранский-Кисель, Клечковский, Теренецкий-Климович, Ратомский-Кмитто, Кожуховский, Козополянский, Колачковский, Коморницкий, Конопельский, Коносевич, Конюшевский, Буткевич-Коперский, Караффа-Корбут, Корженевский, Корзун, Бобровский-Королько, Короткевич, Корсак, Косакович, Коссачевский, Коссовский, Глеб-Кошанский,

### стр. 3
Кошко, Кржижевский, Около-Кулак, Гамрат-Курек, Кульчицкий, Старженецкий-Лаппо, Леванский, Левкович, Ленчевский, Лиоренцевич, Липский, Ломинский, Лукомский, Людогоский, Маевский, Малюшицкий, Зуяртовский-Маркиянович, Марковский, Матусевич, Матушевич, Менжинский, Мизгайло, Мизгер, Милевский, Мисевич, Можейко, Монтвид, Моравский, Мороз, Гринкевич-Мочульский, Мышаковский, Наркевич, Недзвецкий, Непокойчицкий, Несторович (Нестерович), фон-Нолькен, Носалевский, Окинчиц, Окулич, Оленский, Олехнович, Клишко-Олляк, Онихимовский, Ордо, Осецимский, Бонч-Осмоловский, Осташекевич, Оржешко-Острейко, Островский, Падковский, Войдато-Пацевич, Петкевич, Печковский, Пионтковский, Дембинский-Пиоро, Пиорович, Плавинский, Подобед,

### стр. 4
Полторацкий, Польковский, Мишкевич-Попейко, Порчинский, Пржибыловский, Протасевич, Пузыревский, Пуховский, Пуцилло, Русиновский-Пуцято, Пясковский, Радневский, Радушкевич, Ратомский, Романович, Роханский, Руссиян, Рутковский, Рывоцкий, Рыдзевский, Вардомский-Рыдзевский, Рыжевич, Савицкий, Сакович, Саплицо, Свадковский, Свенцкий, Седмиогродский (Седмиоигродзкий), Славинский, Собанский, Спионтек-Соболевский, Соболевский, Соколовский, Черниловский-Сокол, Столыпко, Стопинский, Жукевич-Стош, Стратанович, Стржижевский, Гринкевич-Судник, Сульжинский, Сушинский, Схнейдер, Сырицо, Терещенко, Томкович, Трембинский, Тур, Ужинович, Федорович, Фливерк, Халецкий, Харкевич, Хлусович, Хлюдзинский, Хмызовский, Труханович-Ходанович,

### стр.5
Хоцятовский, Чарноруцкий, Чарнушевич, Коловрат-Червинский, Чеховский, Чиж, Чугаевич, Мусвиц-Шадурский, Шаревич, Шафранский, Шелепин, Шельвинский, Шендзиковский, Шидловский, Шимановский, Шимборский, Шимкевич, Шимкович, Шишковский, Битный-Шляхто, Радзивилович-Шостак, Шушкевич, Равич-Щербо, Якутович, Ялозо, Янковский, Яцковский.
Агапеев, Александрович, Андриянов, Антипов, Архипов, Афанасьев, Бартошевич, Беклемишев, Бенедиктович, Бехли, фон-Битерлих, Борзов, Будоговский, Бурский, Бельский, Величко, Власьев, Ясенецкий-Войно (Войно-Ясенецкий),

### стр. 6
Волукевич, Гадзяцкий, Гайдкевич, Гартц, Гаттовский, Гебель, Гербурт-Гейбович, Гелияшевич, Герасимов, Гижицкий, Дзевялтовский-Гинтовт, Глиндич, Гловацкий, фон-Гойер (фон-Гоиер), Голышев, Гонипровский, Горбатовский, Гордзялковский, Горский, Грачев, Грешнер, Грибовский, Григорьев, Гурский, Гюббенет, Денисенко, Денисов, Дерожинский, Одынец-Добровольский, Домбровский, Доморацкий, Дубовецкий, Духовецкий, Дышлевский, Дьяков, Евсеев, Енакиев, Жиркевич, Журавский, Згоржельский, Зорин, Иванов, Карнилович, Карчевский, Дрекалович-Скандер-бек-Кастриот, Кенстович, Кепинг, Кирик, Киселевский, Кисловский, Клюев, Козловский, Колен (Колена), Кониговский, Кончо,

### стр. 7
Корженевский, Королько, Корытко, Кошанский, Кошко, Кретковский, Кржижановский, Кривых, Кузнецов, Кухарский, Лабутаев, Лаппо, Лейтнер, Лепковский, Линк, Лисовский, Лобановский (Лабановский), Лукавский, Лускин, Малафеев, Матюнин, Мауро, Мердер, Мертенс, Минеман, Миткевич, Можейко, Мориц, Москалев, Мусман, Мясоедов, Некрасов, Непокойчицкий, Ножин, Носович, де-Опагин, Оскерко, Ошмянец, Пацукевич, Перекрестов, Перошков, Петриковский, Подолинский, Кржевкович-Позняк, Полянский, Полторацкий, Попов, Правиков, Пржевалинский, Радченко, Фен-Раевский, Редзко, Родионов, Савосцицкий, Сердаковский, Семировский, Рудницкий-Сипайло, Сихро, Скобликов,

### стр. 8
Скоробогатый, Славинский, Смольский, Спытко, Стаховский, Степанов, Стеткевич, Стефани, Термин, Титов, Тумский, Федорович, Филипьев, Хилинский, Борейко-Ходкевич, Хоецкий, Хохлов, Хоцяновский, Хрептович, Цихинский, Цытович, Чорбо, Шаблевич, Швартз, Шебеко, Шипинский, Шкляревич, Горский-Шпырко, Шульгин, Ярошевский.
Алабушев, Александров, Ананич, Андрешевич, Антошкевич, Аристархов, Бабич, Баранович, Бартоломей, Бартошевич, Безсонов, Бекаревич,

### стр. 9
Бекман, Беневский, Бернадский, Бетулинский, Бирюкович, Бобрик, Богданович, Богушевский, Больцевич, Борхман, Бржезинский, Булахов, Бутенко, Белофостов, Ватаци, Вейнрейх, Веремьенко, Вишневский, Волковицкий, Волкович, Карачевский-Волк, Вусович, Гаевский, Гейслер, Гельтзль, Герард, Юноша-Гзовский, Гирилович, Сыринский-Гиро, Гладкий, Глинский, Глушановский, Глыбовский, Головацкий, Голынский, Дашкович-Горбацкий, Горновский, Горячкин,
Гребнев, Гриневич, Гудков, Гусаковский, Врангель-фон-Гюбента, Давидовский, Далецкий, Корыбут-Дашкевич, Демьянович, Демянцевич, Дзичканец, Дмитриев, Добржанский, Доливо-Добровольский, Добровольский, Домбровский, Дулевич, Епифанов, Жилкин, Загоровский, Зайцов,

### стр. 10
Звонарев, Зиновьев, Зубовский, Зуев, Иванов, Игнатьев, Илинич, Калиопин, Каминский, Карножицкий, Карпинский, Кимбор, Кирилович, Кирьяцкий, Кисликов, Китаевский, Ковалик, Козаков, Козловский, Кожевников, Колянковский, Копытковский, Пезе-де-Корваль, Куляко-Корецкий, Коржец, Коркозович, Корнилович, Коссачевский, Костенич, Кравченко, Кранц, Красевич, Крассовский, Крогер, фон-Крузе, Крутилов, Крыгер, Сементовский-Курило, Куторга, Кушин, Ладомирский, Лазаревич, Лакощенко, Лаппо, Лебедев, Пора-Леонович, Лепешинский, Лесневский, Лечицкий, Лешко, Логанов, Лопатенков, Лаппато, Лорченко, Лужинский, Десятино-Лукьянов, Лысов, Людоговский, Лютовский, Малевич-Малевский,

### стр. 11
Малиновский, Маньковский, Марцинкевич, Мацкевичи, Мейер, Меркушев, Мельников, Моннерот-дю-Мен, Мерлин, Мигай, Микоша, Миропольский, Михаловский, Модестов, Портянко-Монько, Московенко, Грабя-Мурашко, Нейшвентер, Никотин, Ничипоренко, Новицкий, Носович, Озмидов, Олеховский, Ольшевский, Островский, Остроумов, Охочинский, Паздеев, Панченко, Папроцкий, Пашинский, Пелрашкевич, Пенкин, Петерс, Петкевич, Петрашен, Печковский, Пиоульский, Плохоцкий, Подашевский, Покровский, Поломский, Полторацкий, Пославский, Пржерадовский, Пригоровский, Пуховский, Радкевич, Радченко, Рахманин, Рего, Рентельн, Бронюшец-Рецкий, Рецкий, Родкевич, Роланд, Романкевич, Ромушкевич, Соммерсет-Россетер,

### стр. 12
Рошковский, Рубановский, Савастьянов, Савинич, Савицкий, Савич, Сакк, Саприко, Сарбиевский, Сверчков, Семковский, Сердюков, Серафимович, Сивицкий, Сидорский, Синицын, Скалышевич, Скоробогатый, Смяровский, Созонович, Соколов, Соллогуб, Станкевич, Стасевич, Сташевский, Степанов, Стосуй, Стратанович, Судзиловский, Суходольский, Тараткевич, Тарховы, Теплинин, Тиховский, Тржецяк, Трупчинский, Турчанинов, Тыдеман, Фащ, Федорович, Френдт, Функ, Хоментовский, Хоцяновский, Цекерт, Доршпрунг-Целицо, Цехановский, Цытович, Чамов, Чачков, Червяковский, Черняев, Шведов, Шебунин, Шкляревич, Шмелев,

### стр. 13
Гульповский-Шульц, фон-Шульц, Шухт, Щербакович, Янковский.
Гробуа, Писчевич (Пищевич), Францессон.
Барон Бремзен, Граф Грабовский, Князь Кропоткин, Князь Дондуков-Корсаков, Князь Любомирский, Князь Мещерский, Барон фон-Нолькен, Князь Оболенский, Князь Эриванский-Паскевич, Граф Сумароков, Князь Друцкой-Соколинский, Граф Толстой, Граф Цукатто.

### стр. 14
Абаканович, Автушкевич, Адамович, Лелевич-Адамович, Александрович, Антушевич, Арцимович, Арцишевский, Багенский, Байков, Баньковский, Барановский, Бартошевич, Берлинский, фон-Бенкендорф, Бибиков, Билевич, Бялыницкий-Бируля, Бишевский, Бобровский, Дворжецкий-Богданович, Бонч-Богдановский, Богомолец, Богушевский, Богуш, Мордухай-Болтовский, Борейко, Борейшо (Борейша), Борисович, Борк, Бочковский, Бородзич, Бржезя-Бржезинский, Бржозовский, Бржостовский, Брохович, Бонч-Бруевич (Бруевич), Будогоский, Буйван, Буйвид, Булгак, Бурачек, Бурский, Бурый, Бутович, Буцевич, Бучинский, Белевский, Беликович, Бодзенто-Беляцкий, Беляцкий, Бибирштейн-Бялковский, Быковский, Вакар, Валаховский, Костюшко-Валюжинич, Василевский, Васковский (Васьковский), Ванькович,

### стр. 15
Варпаховский, Вартман, Вевель, Вейсенгофф, Величко, Велямович, Венцлавович, Вержбицкий, Веренко, Верженский, Верозумский, Костюшкевич-Вигуро, Виленчиц, Вильчинский, Вилямовский, Висковский, Витковский, Голдым-Вишневский, Воеводский, Воейко, Потулицкий-Войзбун, Нянковский-Войнилович, Ясенецкий-Жеретинский-Войно, Войцеховский, Карачевский-Волк, Ланевский-Волк, Володзько, Володкович, Воллович, Волынский, Фурс-Вонсяцкий, Воронец, Воропай, Вроблевский, Выковский, Василевич-Вырвич, Высоцкий, Вязьмитинов, Гаврилович, Гайдамович, Галиновский, Адоневич-Львович-Галковский, Ганкевич, Гасперский, Гаугер, Гациский, Гедройц, Родецкий-Гелиашевич, Гердзеевский, Гижицкий, Гласко, Гоголинский, Голубицкий, Голынский, Гонипровский, Горбацкий, Гордзялковский, Горновский, Бурый-Горошко, Гортынский, Гоувальт, Грамздорф,

### стр. 16
Гребницкий, Грегорович, Гржибовский, Грум-Гржимайло (Грумм-Гржимайло), Гриневич, Гриневский, Гринцевич, Громыко, Гроховский, Радобыльский-Губаревич (Ратобыльский-Губаревич), Гуминский, Ромейко-Гурко, Миткевич-Далецкий, Готский-Данилович, Дворжецкий, Держанский-Дегтерев, Дембинский, Ястржембец-Демьянович (Демянович), Дориа-Дерналович, Дещинский, Дзерожинский, Литвинский-Дзягилевич, Дмоховский, Завишо Довгялло (в тексте отсутствует тире или запятая), Доманский, Домарацкий, Домбровский, Грживо-Домбровский, Доморацкий, Донброво, Дробышевский, Дроздовский, Мелех-Дроздовский, Мрочко-Дроздовский, Репойто-Дубяго, Борковский-Дунин, Слепец-Дунин, Сульгустовский-Дунин, Евневич, Могучий-Евцихевич, Левальт-Езерский (Езерский), Жембо-Жабыко, Жарин, Фурс-Жиркевич, Миткевич-Жолток, Пархамович-Жудро, Жуковский, Корцин-Жуковский, Прус-Жуковский, Журавский, Журомский, Дунин-Жуховский, Заблоцкий, Завадзкий (Завадский),

### стр. 17
Заиончковский, Закржевский, Залеский, Замбржицкий, Залусский, Умыруко-Запольский, Захаревич, Захаржевский, Зборомирский, Здроевский, Зелинский, Зенкович, Радус-Зенкович, Зенькович, Змечоровский, Зомбек, Зубович, Эйдзятович-Зубович, Рабцевич-Зубковский, Венкневич-Зуб, Ивановский, Рогаль-Ивановский, Ивашкевич, Ивицкий, Игнатьев, Илинич, Инглинк, Иолшин, Кавецкий, Казанович, Калиновский, Калусовский, Каменский, Камионко, Карнилович, Карницкий, Згерский-Кашо, Квятковский, Кигн, Киркор, Загоранский-Кисель, Клачков, Теренецкий-Климович, Клюковский, Ратомский-Кмитто, Зелезницкий-Кобат, Ковалевский, Шевердыкович-Ковалевский, Ковзан, Кожин, Смолько-Козакевич (Смолько-Казакевич), Козлинский, Козловский, Селецкий-Колбо, Колонтай, Комаровский,

### стр. 18
Забожинский-Комар, Забожинский-Комар, Комовский, Коморовский, Коморский, Кондратович, Контовт, Кончиц, Бобровский-Королько, Королько, Короткевич, Корсак, Корытко, Косаржецкий, Кособуцкий, Львович-Кострицо, Костровицкий, Косця (Косцио), Котковский, Коцеиовский, Масальский-Кошуро (Масальский-Кашуро), Краевский, Корвин-Красинский, Крассовский, Кроковский, Корвин-Крукович, Круковский, Крушевский, Кублицкий, Кузмицкий, Крживец-Кузмицкий, Около-Кулак, Курако, Гамрат-Курек, Курч, Рожиц-Кучевский, Кучук, Сестрженцевич-Кучук, Кушлейко, Куявский, Лабановский (Лобановский), Лагоцкий, Ланько, Шерепо-Лапицкий, Лаппо, Старженецкий-Лаппо, Лашкевич, Волк-Левонович, Пора-Леонович, Лесневский, Швогер-Леттецкий, Липинский, Липский, де-Липпе-Липский, Лисовский, Литинский, Ловенецкий, Лукашевич, Иелито-Луковский, Лупандин, Лысковский, Лычковский, Лясковский, Ляссотович, Маевский, Васенцович-Макаревич, Маковецкий,

### стр. 19
Малама, Малаховский, Малиновский, Манцевич, Марциновский, Марченко, Матушевич, Мацкевичи, Мацеиевский (Мациовский, Мацеевский), Левиз-оф-Менар, Мерло, Милош, Миткевич, Михневич, Мицевич, Ринвид-Мицкевич, Млечко, Можейко, Мольский, Монкевич, Монвиж-Монтвид, Морачевский (Марачевский), Морозевич, Ипатевич Москевич (в тексте отсутствует тире или запятая), Ладо-Мочарский, Мочунский, Мощинский, Мышковский, Нарышкин, Насекин, Лях-Невинский, Невярович, Недзвецкий, Нитославский, Крживец-Околович, Окулич, Окушко, Окшевский, Оленкевич, Онгирский, Оношко, Орел (Оржел), Ордынец, Оржел-Оржешкевич, Оржешко, Орловский, Оскерко, Коршун Осмоловский (в тексте отсутствует тире или запятая), Бонч-Осмоловский, Осовецкий (Оссовецкий), Оссовский, Останкович (Останькович), Оржешко-Острейко, Осыповский (Осиповский), Павлович, Войткевич-Павлович,

### стр. 20
Павловский, Падеревский, Паевский, Панфилович, Парчевский, Парфианович, Патковский, Пашкевич, Перот, Домашевский-Песляк, Пестржецкий, Петкун, Петражицкий, Петрожицкий, Печковский, Карначевич-Печоро, Пиотровский, Кублицкий-Пиоттух, Пироговский, Пласковицкий, Плохоцкий, Погоский, Подберезский, Подгурский, Подобед, Пожариский, Позняк, Некрашевич-Поклад, Полагейко, Полонский, Полубинский, Понятовский, Попель, Порембский, Жабко-Потапович, Одляницкий-Почобут, Пржевалинский, Пржесмыцкий, Пузанов, Пуцковский, Фен-Раевский-Пуцято, Ждан-Пушкин, Рагозо, Фен-Раевский, Райкевич, Ратобыльский, де-Реас (де-Реасс, де-Раес, де-Раесс), Реутт, Ржендзинский, Рогинский, Роговский, Родзевич, Бойно-Родзевич, Рокицкий (Ракицкий), Сейбут-Романович, Роня, Ростковский, Россохацкий, Рошковский, Лось-Рошковский, Равич-Русецкий, Рутковский, Руцинский, Рылло, Рымкевич (Римкевич), Рыхтер, Долгово-Сабуров,

### стр. 21
Миклашевский; Савицкий, Садковский, Сакович, Салимо-Самуйло, Самуцевич, Санкович, Зацепяко-Саприновский, Сарнацкий, Сахновский, Свадковский, Свенторжецкие, Свенцицкий, Свидерский, Свиньин, Свирский, Свирщевский, Свистун, Ильич-Свитич, Свяцкий, Селляво, Селянко, Семенов, Сервирог, Сердаковский, Силинич, Синицкий, Рудницкий-Сипайло, Скалковский, Скоковский, Славинский, Слежановский, Слешинский, Случановский, Глебко-Толстикович-Созонович (Глебко-Толстикович-Сазанович), Соколовский, Черниловский-Сокол, Сокульский, Девойно-Соллогуб, Соломирецкий, Пересвет-Солтан, Сосновский, Грот-Спасовский, де-Спиллер, Станишевский, Станкевич, Белевич-Станкевич, Кисляк-Станкевич, Стаховский, Стерпинский, Стравинский, Стражевич, Судзиловский, Сумовский, Туркан-Суринович, Сурин, Францкевич-Сурож, Малкович-Сутоцкий, Сушков, Ракусо-Сущевский (Ракуса-Сущевский), Проскуро-Сущинский, Сцибло, Крушино-Сыманович, Войнич-Сяноженцкий, Тарбеев, Твербус--Твердый,

### стр. 22
Терлецкий, Толпыго, Томашевич, Томкович, Тыкоцкий, Тычинский, Головко-Улазовский, Усаковский, Усцинович, Ханевский, Харкевич, Хелховский, Хмаро, Хмоловский, Борейко-Ходкевич, Ходорович, Черкас-Ходосовский, Хойницкий (Хайницкий), Хоментовский, Хоминский, Хорощо, Цехановский, Лясоцкий-Цыбульский, Цытович, Цехановецкий, Цеханский, Цеханович, Елаго-Цехан, Цюндзевицкий, Чайковский, Чаплиц (Чаплицо), Чарковский, Черейский, Черемисинов, Черневский, Черниховский, Чигир, Чигирь, Анцыпо-Чикунский, Чиж, Чудовский, Чурило (Чурилло), Шавельский, Еустратонович-Шамовский, Шанявский, Шасткевич, Шацилло, Белый-Шацило (Белый-Шацилло), Шафранский, Юршо-Швабович, Шебеко, Веревкин-Шелюто, Шемиот, Лазаревич-Шепелевич, Шереметев, Шиманский, Шимкович, Шокальский, Радзивилович-Шостак,

### стр. 23
Шпилевский, Отмар-Штейн, Полесский-Щипилло, Брант-Щировский, Щодро, Щуко, Эйсмонт, Элиашевич (Элияшевич), Энгельгардт, Эрдман, Юркевич, Юрьевич, Яблонский, Явшиц, Яганов, Яницкий, Янковский, Яновский, Янушкевич, Янчевский, Бубель-Яроцкий, Шабуневич-Ярошевич, Ясенский, Ясинский, Скиргайло-Яцевич, Оношкович-Яцыно, Ячевский.

### Количество однофамильцев
- Василевский — 2 (в 1-й части); • Карачевский-Волк — 2 (в 1-й части); • Горбатовский — 2 (в 1-й части); • Грушецкий — 2 (в 1-й части); • Добровольский — 4 (в 1-й части); • Репойто-Дубяго — 2 (в 1-й части); • Корженевский — 2 (в 1-й части); • Около-Кулак — 2 (в 1-й части); • Липский — 2 (в 1-й части); • Маевский — 3 (в 1-й части); • Островский — 3 (в 1-й части); • Польковский — 2 (в 1-й части); • Порчинский — 3 (в 1-й части); • Русиновский-Пуцято — 2 (в 1-й части); • Соколовский — 2 (в 1-й части).

- Гурский — 2 (во 2-й части); • Иванов — 2 (во 2-й части); • Карнилович — 2 (во 2-й части); • Козловский — 2 (во 2-й части); • Лаппо — 2 (во 2-й части); • Ярошевский — 3 (во 2-й части).

- Бекаревич — 3 (в 3-й части); • Жилкин — 2 (в 3-й части); • Зубовский 2(в 3-й части); • Зуев — 2 (в 3-й части); • Коржец — 2 (в 3-й части); • Лепешинский — 2 (в 3-й части); • Мигай — 2 (в 3-й части); • Новицкий — 2 (в 3-й части); • Носович — 2 (в 3-й части); • Ольшевский — 2 (в 3-й части); • Подашевский — 2 (в 3-й части); • Родкевич — 2 (в 3-й части); • Савинич — 2 (в 3-й части); • Стратанович — 3 (в 3-й части); • Судзиловский — 2 (в 3-й части).

- Князь Любомирский — 2 (в 5-й части).

- Арцишевский — 2 (в 6-й части); • Баньковский — 2 (в 6-й части); • Барановский — 3 (в 6-й части); • Бибиков — 2 (в 6-й части); • Дворжецкий-Богданович — 2 (в 6-й части); • Богушевский — 2 (в 6-й части); • Бородзич — 2 (в 6-й части); • Василевский — 3 (в 6-й части); • Ванькович — 3 (в 6-й части); • Вержбицкий — 4 (в 6-й части); • Витковский — 2 (в 6-й части); • Высоцкий — 2 (в 6-й части); • Горновский — 3 (в 6-й части); • Дзерожинский — 2 (в 6-й части); • Домбровский — 2 (в 6-й части); • Грживо-Домбровский — 2 (в 6-й части); • Дробышевский — 3 (в 6-й части); • Могучий-Евцихевич — 2 (в 6-й части); • Жарин — 2 (в 6-й части); • Жуковский — 2 (в 6-й части); • Заиончковский — 2 (в 6-й части); • Закржевский — 3 (в 6-й части); • Замбржицкий — 2 (в 6-й части); • Умыруко-Запольский — 2 (в 6-й части); • Эйдзятович-Зубович — 2 (в 6-й части); • Рабцевич-Зубковский — 3 (в 6-й части); • Илинич — 2 (в 6-й части); • Каменский — 2 (в 6-й части); • Козловский — 5 (в 6-й части); • Краевский — 2 (в 6-й части); • Крассовский — 3 (в 6-й части); • Маевский — 2 (в 6-й части); • Малиновский — 2 (в 6-й части); • Мацкевичи — 2 (в 6-й части); • Монкевич — 4 (в 6-й части); • Недзвецкий — 2 (в 6-й части); • Оношко — 2 (в 6-й части); • Павловский — 2 (в 6-й части); • Пашкевич — 2 (в 6-й части); • Ждан-Пушкин — 2 (в 6-й части); • Рымкевич (Римкевич) — 2 (в 6-й части); • Савицкий — 3 (в 6-й части); • Сакович — 2 (в 6-й части); • Свенторжецкий — 2 (в 6-й части); • Рудницкий-Сипайло — 2 (в 6-й части); • Пересвет-Солтан — 2 (в 6-й части); • Томашевич — 2 (в 6-й части); • Черневский — 2 (в 6-й части); • Чиж — 2 (в 6-й части); • Шанявский — 2 (в 6-й части); • Шасткевич — 2 (в 6-й части); • Шимкович — 2 (в 6-й части); • Янковский — 2 (в 6-й части).